# الربيع بن زياد العبسي

خريطة توضح اماكن القبائل العربية في جزيرة العرب

الربيع بن زياد العبسي وكان يلقب بالكامل ، شريف من اشراف العرب بالجاهلية وله اخبار وقصص وأشعار ذكرها الرواة في كتب التاريخ والأدب.

## نسبه
هو الربيع بن زياد بن عبد الله بن سفيان بن ناشب بن هدم بن عوذ بن غالب بن قطيعة بن عبس بن بغيض بن ريث بن غطفان بن سعد بن قيس عيلان بن مضر بن نزار .
وأمه فاطمة بنت الخرشب، واسم الخرشب عمرو بن النضر بن حارثة بن طريف بن أنمار بن بغيض بن ريث بن غطفان، وهي إحدى المنجبات، كان يقال لبنيها الكملة، وهم: الربيع الكامل ، وعمارة الوهاب ، وأنس الفوراس .

## أمه إحدى المنجبات
- لما سال معاوية بن أبي سفيان علماء العرب عن البيوتات ذات الرياسة والمنجبات، وحظر عليهم أن يتجاوزوا في البيوتات ثلاثة، وفي المنجبات ثلاثاً، عدوا فاطمة بنت الخرشب فيمن عدوا، وقبلها حيية بنت رباح الغنوية أم الأحوص وخالد ومالك وربيعة بني جعفر بن كلاب، وماوية بنت عبد مناة بن مالك بن زيد بن عبد الله بن دارم بن عمرو بن تميم، وهي أم لقيط وحاجب وعلقمة بني زرارة بن عدس بن زيد بن عبد الله بن دارم.
- وأنجبت فاطمة بنت الخرشب الربيع ويقال له الكامل، وعمارة وهو الوهاب، وأنس وهو أنس الفوارس ، وقيس وهو البرد، والحارث وهو الحرون، ومالك وهو لاحق، وعمرو وهو الدارك .
- لقي عبد الله بن جدعان فاطمة بنت الخرشب وهي تطوف بالكعبة فقال لها: نشدتك برب هذه البنية، أي بنيك أفضل؟ قالت: الربيع، لا بل عمارة، لا بل أنس، ثكلتهم إن كنت أدري أيهم أفضل.
- قال: أبو الخنساء : سئلت فاطمة عن بنيها أيهم أفضل؟ فقالت: الربيع، لا بل عمارة، لا بل أنس، لا بل قيس، وعيشي ما أدري، أما والله ما حملت واحداً منهم تضعاً، ولا ولدته يتناً، ولا أرضعته غيلاً، ولا منعته قيلاً، ولا أبته على ماقة .

قال أبو اليقظان: أما قولها ما حملت واحداً منهم تضعاً، فتقول: لم أحمله في دبر الطهر وقبل الحيض. وقولها: ولا ولدته يتناً، وهو أن تخرج رجلاه قبل رأسه. ولا أرضعته غيلاً، أي ما أرضعته قبل أن أحلب ثديي. ولا منعته قيلاً، أي لم أمنعه اللبن عند القائلة. ولا أبته على ماقة، أي وهو يبكي.
- قال أبو صالح الأسدي : سئلت فاطمة بنت الخرشب عن بنيها، فوصفتهم، وقالت في عمارة: لا ينام ليلة يخاف، ولا يشبع ليلة يضاف. وقالت في الربيع: لا تعد مآثره ولا تخشى في الجهل بوادره. وقالت في أنس: إذا عزم أمضى، وإذا سئل أرضى، وإذا قدر أغضى. وقالت في الآخرين اشياء لم يحفظها أبو اليقظان.